# Eumenes III av Pergamon
Eumenes III av Pergamon, död 129 f. Kr., var regerande kung av Pergamon mellan 133 f. Kr. - 129 f. Kr.